# Center (Észak-Dakota)
Center település az Amerikai Egyesült Államok Észak-Dakota államában, Oliver megyében, melynek megyeszékhelye is. Lakosainak száma 588 fő (2020. április 1.).

## Népesség
A település népességének változása:

| 2010 | 571 |
| 2020 | 588 |